# أحمد بن يحيى النجمي
أحمد بن يحيى النجمي مفتي منطقة جازان، (22 شوال 1346 هـ 12 أبريل 1928 – 20 رجب 1429 هـ 23 يوليو 2008) هو أحمد بن يحيى بن محمد بن شبير النجمي من منطقة جازان، ولد النجمي  بقرية النجامية في الثاني والعشرين من شهر شوال عام 1346 هـ الموافق الثاني عشر من أبريل عام 1928، ولما بلغ سن الرشد أدخله أبواه كتاتيب القرية فتعلم القراءة والكتابة وقرأ القرآن على يد مجموعة من المشائخ وهم عبده بن محمد عقيل النجمي عام 1355 هـ ، ثم يحيى فقيه عبسي وهو من أهل اليمن وكان قد قدم على النجامية وبقي بها ودرس عليه شيخنا في عام 1358 هـ .

## نشأته العلمية
بعد أن أنهى النجمي تعلم القراءة والكتابة وقرائة القرآن، أخذ في التردد مع عميه حسن بن محمد النجمي وحسين بن محمد النجمي على الشيخ عبد الله القرعاوي في صامطة فترة من الزمن ولكنه لم يستمر، وكان ذلك في عام 1359 هـ ، وفي عام شهر صفر من عام 1360 هـ  التحق النجمي بالمدرسة السلفية وقرأ القرآن فيها  بأمر من عبد الله القرعاوي على يد الشيخ عثمان بن عثمان حملي حيث قرأ عليه القرآن مجوداً وحفظ تحفة الأطفال وهداية المستفيد والثلاثة الأصول والأربعين النووية والحساب وأتقن تعلم الخط.
وكان النجمي يجلس في الحلقة التي وضعه عبد الله القرعاوي فيها إلى أن يتفرق الطلبة الصغار بعد صلاة الظهر، ثم ينظم إلى الحلقة الكبرى التي يتولى القرعاوي تدريسها بنفسه فيجلس معهم من بعد صلاة الظهر إلى صلاة العشاء، ثم يعود مع عميه إلى قريته النجامية، وبعد أربعة أشهر أذن له عبد الله القرعاوي أن ينضم إلى حلقة الكبار التي يدرسها بنفسه، فقرأ على الشيخ الرحبية في الفرائض، والآجرومية في النحو، وكتاب التوحيد وبلوغ المرام والبيقونية ونخبة الفكر ونزهة النظر ومختصرات في السيرة وتصريف الغزي والعوامل في النحو مائة والورقات في أصول الفقه، والعقيدة الطحاوية، ودرس النجمي أيضا شيئاً من ألفية ابن مالك، والدرر البهية والدراري المضية في الفقه، وفي عام 1362 هـ وزع عبد الله القرعاوي على طلبته أجزاء الأمهات الموجودة في مكتبته وهي الصحيحين وسنن أبي داود وسنن النسائي وموطأ الإمام مالك، وفي عام 1364 هـ أجازه الشيخ عبد الله القرعاوي برواية الأمهات الست.
وفي عام 1369 هـ درس على الشيخ إبراهيم بن محمد العمودي قاضي صامطة في ذلك الوقت كتاب إصلاح المجتمع وكتاب الشيخ عبد الرحمن بن ناصر السعدي  في الفقه الإرشاد إلى معرفة الأحكام، كما درس على الشيخ علي ابن الشيخ عثمان زياد الصومالي بأمر من القرعاوي في النحو كتاب العوامل في النحو مائة وكتب أخرى في النحو والصرف، وفي عام 1384 هـ حضر في حلقة الإمام محمد بن إبراهيم آل الشيخ مفتي الديار السعودية لمدة تقارب من شهرين في التفسير من كتاب تفسير ابن جرير الطبري ، كما حضر في العام نفسه في حلقة الشيخ عبد العزيز بن باز لمدة شهر ونصف في صحيح البخاري في الفترة بين المغرب والعشاء.

## أعماله العلمية
عمل النجمي مدرسا بمدارس شيخه القرعاوي، ثم عين مدرسا بقريته النجامية وكان ذلك في عام 1367 هـ، وفي عام 1372 هـ عين إماما ومدرسا في قرية أبو سبيلة في محافظة الحرث، وفي عام 1374 هـ وعندما فتح المعهد العلمي في صامطة عين مدرسا به حتى عام 1384 هـ حيث استقال من التدريس بالمعهد على أمل أن يدرس بالجامعة الإسلامية بالمدينة النبوية وقد سافر إليها لكن حصلت له ظروف حالت دون ذلك، فعاد إلى صامطة حيث عين واعظا مرشدا بوزارة العدل بجازان، وفي عام 1387 هـ عاد النجمي مدرسا بالمعهد العلمي بجازان، وعند ابتداء الدراسة عام 1389 هـ عاد إلى التدريس بمعهد صامطة وبقي به مدرسا حتى أحيل على التقاعد عام 1410 هـ، ومنذ ذلك الحين اشتغل النجمي بالتدريس في بيته والمسجد المجاور له ومساجد أخرى في المنطقة في دروس أسبوعية مع القيام بأمر الفتوى.

## شيوخه
- إبراهيم بن محمد العمود أبا الخيل قاضي صامطة.
- عبد الله القرعاوي.
- حافظ الحكمي.
- عبده بن محمد عقيل النجمي.
- عثمان بن عثمان حملي.
- علي بن عثمان زياد الصومالي.
- يحيى فقيه عبسي.
- محمد بن إبراهيم آل الشيخ.
- عبد العزيز بن باز.

## مؤلفاته
للنجمي العديد من المؤلفات المطبوعة وله مؤلفات لا تزال بانتظار الطبع ومن المطبوع:[بحاجة لمصدر]
- أوضح الإشارة في الرد على من أباح الممنوع من الزيارة.
- تأسيس الأحكام شرح عمدة الأحكام.
- تنزيه الشريعة عن إباحة الأغاني الخليعة.
- رسالة الإرشاد إلى بيان الحق في حكم الجهاد.
- رسالة في حكم الجهر بالبسملة.
- فتح الرب الودود في الفتاوى والرسائل والردود.
- المورد العذب الزلال فيما انتقد على بعض المناهج الدعوية من العقائد والأعمال.

## وفاته
توفي النجمي في العشرين من رجب عام 1429 هـ الموافق الثالث والعشرين من يوليو عام 2008 في الرياض، ودفن في قرية النجامية في محافظة صامطة بمنطقة جازان.